# 알레스 산드로 다 시우바
알레스 산드로 다 시우바(Alex Sandro da Silva, 1985년 3월 10일 ~ )는 브라질의 전 축구 선수이다.